# Rome2rio
Rome2Rio — це австралійський онлайн-планувальник мультимодальних транспортних подорожей, який допомагає мандрівникам дістатися до будь-якої точки призначення.
Базується в Мельбурні, Австралія, належить компанії Omio.

## Історія
Rome2Rio заснували Бернхард Чиррен і Майкл Кемерон, два колишні інженери програмного забезпечення Microsoft. Сайт народився через їхнє розчарування відсутністю швидкої, легкої у використанні та комплексної мультимодальної пошукової системи з глобальним покриттям.
Два співзасновники почали працювати над продуктом у вересні 2010 року та виграли нагороду Melbourne Azure Bizspark Camp у лютому 2011 року.
Бета-версія Rome2Rio була запущена 7 квітня 2011 року.
Род Катберт, засновник Viator, став генеральним директором у травні 2012 року, коли компанія зібрала 450 000 доларів.
Rome2Rio отримав нагороду People's Choice Award на Phocuswright 2012, веб-сайт року TRAVELtech GlobalCollect у 2013, нагороду Data Specialist Award на WITovation Awards 2015 і нагороду за найкращий метапошук на Travolution Awards 2016.
У липні 2015 року компанія оголосила, що підтримка продукту білої етикетки припиниться в січні 2016 року, посилаючись на тиск на ресурси розвитку, викликаний швидким зростанням споживчого бізнесу. Спочатку компанія пропонувала як продукти білої етикетки, так і варіанти прикладного програмного інтерфейсу для партнерів, які бажають інтегрувати її результати у власні веб-сайти та мобільні програми.
У 2016 році компанія додала можливості прямого бронювання.
У квітні 2017 року Род Катберт став виконавчим головою, Майкл Кемерон — генеральним директором, а Берні Чиррен — головним архітектором. Кірстін Фелан стала головним операційним директором.
У листопаді 2017 року Rome2Rio переїхав до нової штаб-квартири в Річмонді, цифровому кварталі Мельбурна.
У липні 2019 року Крейг Пенфолд приєднався до компанії на посаді директора з технологій.
У жовтні 2019 року Rome2Rio була придбана Omio, берлінською платформою для бронювання подорожей.
У січні 2020 року Йесвант Муннангі обійняла посаду генерального директора Rome2Rio, а Майкл Кемерон приєднається до ради директорів.